# El Regatxo (Picanya)
La zona del Regatxo constitueix un espai territorial de rellevància dins del terme municipal de Picanya, caracteritzat per la presència de grans explotacions agrícoles que poden ser considerades autèntics latifundis. Aquesta àrea, situada al sector meridional del municipi, s'ha configurat històricament a partir de terres tradicionalment dedicades al cultiu de secà.
A partir de les darreries del segle xix, aquestes terres experimentaren un procés de transformació cap al regadiu, mitjançant sistemes de reg per elevació que inicialment es basaren en motors de vapor, i que foren progressivament electrificats durant les primeres dècades del segle XX. Aquest desenvolupament tècnic contribuí a una notable intensificació de l'activitat agrícola.
El Regatxo presenta una estructura agrària diferenciada respecte de la resta de parcel·les de l'horta de l'entorn, fonamentalment per la presència de finques dedicades majoritàriament al cultiu de tarongers, amb extensions de terreny considerablement superiors a la mitjana comarcal. En moltes d'aquestes explotacions es registra una activitat agrària intensiva, dotada de maquinària moderna i tecnologia avançada per a l'execució eficient de les tasques agrícoles.
Així mateix, cal destacar la presència de motors de reg propis a les mateixes finques, així com d'habitatges residencials d'estil modernista, envoltats per amplis jardins, que reflecteixen l'alt poder adquisitiu dels propietaris. Aquests, en la seua majoria procedents de la ciutat de València, sovint pertanyien a les classes benestants —rendistes, professionals liberals i comerciants— que invertiren els seus recursos econòmics en l'explotació citrícola, especialment entre finals del segle XIX i les primeres dècades del segle XX.
Algunes d'aquestes finques assoleixen dimensions superiors a les tres-centes fanecades, com és el cas dels horts de Pla (1880), d'Albinyana (1900), del Cellut (1910), de Montesinos (1914), de Coll (1920) i de Lis (1930), tots ells exemples paradigmàtics del desenvolupament agrícola d'aquest període.
Entre les diverses subpartides que estructuren i cohesionen l'àrea del Regatxo, cal esmentar el Canyaret, el Col·locó, la Pedrera i la Baixada Blanca. Dins d'aquestes subdivisions, destaca especialment una estreta franja de terreny paral·lela a la línia del trenet, que s'estenia fins a l'Hort d'Almenar i que, des de temps immemorials, ha constituït l'horta històrica de Picanya.
La irrigació d'aquesta petita partida es realitzava mitjançant l'aigua procedent de la Séquia dels Horts, la qual s'abastia dels rierols originats a la font de Sant Lluís Bertran i era canalitzada a través del barranc de les Canyes.
Segons el contracte de compravenda de l'any 1267 —document subscrit només vint-i-nou anys després de la conquesta de València per part del rei Jaume I—, Picanya disposava del dret a utilitzar l'aigua durant un dia i una nit. Aquest privilegi fou concedit als habitants de les quatre heretats o alqueries que configuraven el nucli original de la localitat.
Les darreres transformacions realitzades a la zona de secà del Regatxo, zona on encara predominaven les vinyes i els garroferals, es a dir, totes les terres confrontades amb la drecera del camí de la Pedrera, foren dutes al llarg del segle xx. 